# Gerhard Koch
Gerhard Koch (ur. 15 lipca 1935, zm. 21 sierpnia 2010) – niemiecki kierowca wyścigowy.

## Kariera
Koch rozpoczął karierę w międzynarodowych wyścigach samochodowych w 1963 roku od startu w klasie GT 2.0 24-godzinnego wyścigu Le Mans, którego jednak nie ukończył. Rok później był trzeci w klasie GT 2.0, a w 1965 roku odniósł w niej zwycięstwo (piąty w klasyfikacji generalnej). W sezonie 1967 stanął na drugim stopniu podium w klasie S 2.0. Poza tym startował również w innych wyścigach zaliczanych do klasyfikacji Mistrzostw Świata Samochodów Sportowych.